# مصرف التوفير (سوريا)
مصرف التوفير، (بالإنجليزية: Saving Bank) هو مصرف حكومي سوري تأسس بموجب المرسوم التنظيمي رقم /485/ لعام 2000، الذي نظم تحول المؤسسة العامة لصندوق توفير البريد إلى "مصرف التوفير". يهدف المصرف إلى تشجيع الادخار بين المواطنين السوريين وتوفير خدمات مصرفية للأفراد ذوي الدخل المحدود من خلال حسابات التوفير، بالإضافة إلى تقديم قروض ميسرة للمشروعات الصغيرة والمتوسطة. المصرف يخضع لإشراف مصرف سورية المركزي.

## لمحة تاريخية
تأسس في عام 1963 تحت اسم المؤسسة العامة لصندوق توفير البريد، وكان تحت إشراف الدولة بهدف تجميع الودائع وتقليص العرض النقدي للحد من التضخم ودعم استقرار سعر صرف الليرة السورية 
في 21 أكتوبر 2000، أُعيدت تسميته إلى مصرف التوفير بموجب المرسوم التنظيمي رقم 485، وتم توسيع مهامه لتشمل خدمات مصرفية إضافية مثل إدارة حسابات التوفير القصر، الشيكات، الحوالات، وحتى منح القروض والاستثمار في مشاريع مختلفة وفق القوانين المعمول بها 

## إنتشار المصرف
لدى مصرف التوفير شبكة فروع تضم 13 فرعًا موزعة على مختلف المحافظات السورية

## المهام والوظائف
يُقدّم مصرف التوفير واسعة من الخدمات المصرفية:
- قبول ودائع التوفير والودائع لأجل، وتشغيل حسابات توفير القصر والشهادات الادخارية

- المشاركة في المشروعات الاستثمارية أو تمويلها، وإقراض العاطلين عن العمل والمشاريع السياحية واستثمارات القطاع العام أو الخاص بموجب قانون الاستثمار

- توطين الرواتب: يوفر المصرف خدمات توطين الرواتب للعاملين في القطاعين العام والخاص.

- الودائع: قبول الودائع وحسابات التوفير.

- تقديم أنواع متعددة من القروض: قصيرة ومتوسطة وطويلة الأجل، مثل القروض العقارية، لقروض أصحاب المهن العلمية، وقروض شراء المولدات الشمسية والمشاريع الصغيرة والمتوسطة